# High Road (álbum de Kesha)
High Road es el cuarto álbum de estudio de la cantante estadounidense Kesha, lanzado a través Kemosabe Records y RCA Records el 31 de enero de 2020. Fue coproducido por Jeff Bhasker y Ryan Lewis,  y fue anunciado en un video tráiler estrenado por Rolling Stone el 21 de octubre de 2019.

## Antecedentes y desarrollo
Kesha comentó a Rolling Stone en octubre de 2019 que la creación y composición del álbum era diferente a la de Rainbow (2017), y señaló que «me volví a conectar a la alegría y la libertad desenfrenadas que siempre han sido parte de mí, y este proceso es el más divertido que he tenido haciendo un disco». Ella explicó que en Rainbow, «tuvo que abordar algunas cosas muy serias, y ahora esta vez he recuperado mi amor por la vida».
El álbum marcará el regreso de Kesha a sus raíces pop, fue coescrito por Kesha junto a su madre Pebe Sebert, Wrabel, Justin Tranter, Tayla Parx, Nate Ruess y Dan Reynolds. Originalmente estaba programado para ser lanzado en diciembre de 2019.

## Recepción crítica
High Road fue recibido con críticas generalmente positivas. En Metacritic, el álbum recibió una puntuación promedio de 72, basada en 15 reseñas. The A. V. Club Annie Zaleski elogió el álbum por la diversidad de la música, la profundidad lírica y la profundidad emocional.

## Promoción
El 18 de octubre de 2019, Kesha pidió a sus seguidores que la llamaran a una línea directa donde la cantante grabó un mensaje para anunciar su regreso a la música. Cuando se le llama, se reproduce un mensaje grabado de Kesha y se envía un mensaje de texto con un enlace para suscribirse a la agenda telefónica de Kesha. El 21 de octubre de 2019, Rolling Stone publicó un videoclip con el anuncio del próximo álbum de Kesha High Road.

### Sencillos
El primer sencillo «Raising Hell» se lanzó el 24 de octubre de 2019. El vídeo musical dirigido por Luke Gilford, y en él se ve a Kesha interpretando el papel de una telepredicadora, se estrenó el mismo día. El 19 de noviembre de 2019 se lanzó un tráiler de su próximo sencillo titulado «My Own Dance», el cual se lanzaría el día 21 de noviembre, apoyado por un videoclip. El 20 de noviembre, Kesha publicó tres fotos de sí misma en sus redes sociales, subtituladas con algunas letras de la canción. Al día siguiente, se estrenó la canción, junto con su video musical. El 12 de diciembre, Kesha publicó sobre el próximo lanzamiento de una nueva canción titulada «Resentment» en colaboración con Brian Wilson y Sturgil Simpson, el video musical se estrenó el mismo día que la canción.

## Lista de canciones
| High Road (CD) |                                                            |                                                           |                        |          |  |
| N.º            | Título                                                     | Escritor(es)                                              | Productor(es)          | Duración |  |
| 1.             | «Tonight»                                                  | Kesha Sebert, Stephen Wrabel y Ajay Bhattacharya          | Stint                  | 3:15     |  |
| 2.             | «My Own Dance»                                             | K. Sebert, Daniel Reynolds, Justin Tranter y John Hill    | Kesha e Hill           | 2:41     |  |
| 3.             | «Raising Hell» (con Big Freedia)                           | K. Sebert, Wrabel, Sean Douglas y Bhattacharya            | Stint y Omega          | 2:49     |  |
| 4.             | «High Road»                                                | K. Sebert, Jeff Bhasker, Wrabel y Nate Ruess              | Bhasker y Skylar Mones | 3:19     |  |
| 5.             | «Shadow»                                                   | K. Sebert, Andrew Pearson]] y Pebe Sebert                 | Drew Pearson           | 3:33     |  |
| 6.             | «Honey»                                                    | K. Sebert, Chelcee Grimes, Taylor Parks y Stuart Crichton | Crichton               | 3:21     |  |
| 7.             | «Cowboy Blues»                                             | K. Sebert, Wrabel, Pearson y Eric Leva                    | Pearson                | 4:00     |  |
| 8.             | «Resentment» (con Brian Wilson, Sturgill Simpson & Wrabel) | K. Sebert, Wrabel, Jamie Floyd y Madi Diaz                | Hill                   | 2:52     |  |
| 9.             | «Little Bit of Love»                                       | K. Sebert, Wrabel, Bhattacharyya y Ruess                  | Stint                  | 2:22     |  |
| 10.            | «Birthday Suit»                                            | K. Sebert, Grimes y Crichton                              | Crichton               | 2:56     |  |
| 11.            | «Kinky»                                                    | K. Sebert, Wrabel, Bhattacharyya y Sean Douglas           | Stint                  | 3:25     |  |
| 12.            | «Potato Song (Cuz I Want To)»                              | K. Sebert, P. Sebert y Crichton                           | Crichton               | 3:33     |  |
| 13.            | «BFF» (con Wrabel)                                         | K. Sebert, Wrabel, P. Sebert y Crichton                   | Crichton               | 4:11     |  |
| 14.            | «Father Daughter Dance»                                    | K. Sebert y Pearson                                       | Pearson                | 2:37     |  |
| 15.            | «Chasing Thunder»                                          | K. Sebert, Wrabel, Bhasker y Louis Schoorl                | Bhasker y Schoorl      | 3:41     |  |
| 48:33          |                                                            |                                                           |                        |          |  |

| High Road Digital bonus track |          |                                            |               |          |  |
| N.º                           | Título   | Escritor(es)                               | Productor(es) | Duración |  |
| 16.                           | «Summer» | K. Sebert, Ryan Lewis, Bill Danoff y Parks | Lewis         | 3:30     |  |
| 52:03                         |          |                                            |               |          |  |

| Japanese bonus track |                |                             |               |          |  |
| N.º                  | Título         | Escritor(es)                | Productor(es) | Duración |  |
| 16.                  | «Big Bad Wolf» | K. Sebert, Wrabel y Pearson | Pearson       | 3:37     |  |
| 52:10                |                |                             |               |          |  |

## Posicionamiento en listas
| Listas (2020)                          | Mejor posición |
| -------------------------------------- | -------------- |
| Australia (ARIA)                       | 26             |
| Bélgica (Ultratop) Flanders            | 163            |
| Bélgica (Ultratop) Wallonia            | 178            |
| Canadá (Billboard)                     | 21             |
| Escocia (Official Charts Company)      | 27             |
| España (PROMUSICAE)                    | 29             |
| Estados Unidos (Billboard 200)         | 7              |
| Estados Unidos (Rolling Stone Top 200) | 6              |
| Irlanda (IRMA)                         | 71             |
| Japón (Oricon)                         | 164            |
| Reino Unido (Official Charts Company)  | 63             |